# Tapapakanga Waterfalls
Die Tapapakanga Waterfalls sind ein eher unscheinbarer Wasserfall im Gebiet der Ortschaft Orere Point in der Region Auckland auf der Nordinsel Neuseelands. Er liegt direkt an der Küste und stürzt in den Firth of Thames. Seine Fallhöhe beträgt rund 5 Meter.
Vom Besucherparkplatz des Tapapakanga Regional Park ist der Wasserfall entlang der Küstenlinie bei Niedrigwasser oder mit dem Kayak in nördlicher Richtung erreichbar.